# 8 Horas de California
Las 8 Horas de California son una carrera de autos deportivos de resistencia disputada en el circuito de Laguna Seca, en Monterrey, Estados Unidos. La primera carrera anual se realizó en 2017.
Durante los primeros dos años, las 8 Horas de California sirvieron como final de temporada del Intercontinental GT Challenge. En 2019, se adelantó la fecha para completar la segunda carrera de la temporada. El evento será reemplazado por el evento de 8 Horas de Indianápolis recientemente creadas para correr en el Indianapolis Motor Speedway como parte del Intercontinental GT Challenge 2020.

## Ganadores
| Año  | Pilotos                                                 | Automóvil       | Escudería              | Campeonato                    |
| ---- | ------------------------------------------------------- | --------------- | ---------------------- | ----------------------------- |
| 2017 | Pierre Kaffer Kelvin van der Linde Markus Winkelhock    | Audi R8 LMS     | Audi Sport Team Magnus | Intercontinental GT Challenge |
| 2018 | Christopher Haase Kelvin van der Linde Christopher Mies | Audi R8 LMS     | Audi Sport Team Land   | Intercontinental GT Challenge |
| 2019 | Nick Foster Miguel Molina Tim Slade                     | Ferrari 488 GT3 | HubAuto Corsa          | Intercontinental GT Challenge |

## Estadísticas

### Constructores con más títulos
| N.º | Constructor | Victorias | Años       |
| --- | ----------- | --------- | ---------- |
| 1   | Audi        | 2         | 2017, 2018 |
| 2   | Ferrari     | 1         | 2019       |